# TurnTable Certification System of Nigeria
Das TurnTable Certification System of Nigeria (kurz TCSN) ist eine Initiative des nigerianischen Musikmagazins TurnTable, die 2023 startete, um Auszeichnungen für Musikverkäufe in Nigeria zu vergeben.

## Geschichte
Das TCSN wurde 2023 von den Betreibern des nigerianischen Musikmagazins TurnTable begründet, die auch nigerianische Musikcharts veröffentlichen. Aufgabe ist die Verleihung von Auszeichnungen für Musikverkäufe. Die Auszeichnungen werden nicht automatisch vergeben, sondern müssen vom Künstler oder Musiklabel beantragt werden. Die TCSN listet in ihrer Datenbank sowohl die tatsächlich vergebenen Auszeichnungen (Certified), als auch Titel, welche die nötigen Verleihungsgrenzen überschritten haben, deren Auszeichnung jedoch noch nicht beantragt wurde (Eligible).

## Verleihungsgrenzen der Tonträgerauszeichnungen
Die Auszeichnungen werden in Nigeria nach einer Kombination aus Downloads und Musikstreaming vergeben. Dabei werde bei Alben 1500 Streams als ein Verkauf gewertet, bei den Singles 150 Streams.
| Auszeichnung | seit 20. Februar 2023 |
| ------------ | --------------------- |
| Silber       | 12.500                |
| Gold         | 25.000                |
| Platin       | 50.000                |
| 2× Platin    | 100.000               |
| …            |                       |

| Auszeichnung | seit 20. Februar 2023 |
| ------------ | --------------------- |
| Silber       | 25.000                |
| Gold         | 50.000                |
| Platin       | 100.000               |
| 2× Platin    | 200.000               |
| …            |                       |